# 星光集團
星光集團有限公司（港交所：0403），是在1970年由林光如先生創立，1993年3月3日在香港交易所主板上市，主要生產印刷、包裝、特殊印刷及紙製產品行業。
主要生產基地韶關、深圳、廣州、馬來西亞、廣州、新加坡地區。